# Okoč
Okoč, dříve Ekeč (maďarsky Ekecs), je obec na Slovensku v okrese Dunajská Streda. První písemná zmínka o obci pochází z roku 1268. V roce 2020 zde žilo 3 499 obyvatel.

## Časti obce
- Opatovský Sokolec (maďarsky Apácaszakállas, v roce 1930 byl oficiální název Apáca-Szakállas); součástí obce Okoč se stal v roce 1976.

## Pamětihodnosti
- Reformovaný kostel v části Opatovský Sokolec, jednolodní klasicistní stavba s polygonálním závěrem a představenou věží, z roku 1784. Věž byla přistavěna v roce 1804.
- Římskokatolický kostel sv. Vendelína, jednolodní barokně-klasicistní stavba s polygonálním ukončením presbytáře a představenou věží, z let 1789-1790. Loď má půdorys elipsy s plochým stropem, presbyterium má mělkou klenbu. Na hlavním oltáři se nachází obraz sv. Vendelína z konce 18. století, ostatní zařízení je z 20. století. Fasády kostela jsou členěny lizénovými rámy a půlkruhově ukončenými okny se šambránami. Věž je členěna pilastry a ukončena korunní římsou s terčíkem a jehlancovou helmicí.
- Reformovaný kostel v Okoči, jednolodní klasicistní stavba s polygonálním závěrem a věží tvořící součást její hmoty, z roku 1822. Stojí na místě starší modlitebny z roku 1788. V roce 1901 byla dostavěna věž. Interiér kostela je plochostropý. Fasády kostela jsou členěny lizénami a půlkruhově ukončenými okny. Věž je členěna kordonovými římsami a lizénovými rámy, ukončena je korunní římsou s terčíkem a jehlancovou helmicí.
- Zámeček (kaštel) v Opatovském Sokolci, dvoupodlažní dvoutraktová pozdně klasicistní stavba na půdorysu obdélníku z poloviny 19. století. Stavbu nechal vybudovat Leó Loránd, obchodník z Budapešti. Po zestátnění zde sídlil ústav pro fyzicky a psychicky postižené děti, dnes Domov sociálních služeb pro děti a dospělé. Fasády zámečku jsou členěny pásováním, patrová část je oddělena kordonovou římsou. Okna patra mají šambrány. Kolem zámečku se nachází krajinářský park.

## Partnerské obce
- Levél, Maďarsko
- Nyúl, Maďarsko